# Bergmyrberget (naturreservat, Vindelns kommun)
Bergmyrberget är ett naturreservat i Vindelns kommun i Västerbottens län.
Området är naturskyddat sedan 2015 och är 21 hektar stort. Reservatet omfattar en del av sydsluttningen av Bergmyrberget och lite myrmark öster därom. Reservatet består av barrskog med inslag av lövträd